# Paweł Dawidowicz
Paweł Dawidowicz (Olsztyn, 1995. május 20. –) lengyel válogatott labdarúgó, az olasz Hellas Verona hátvédje.

## Pályafutása

### Klubcsapatokban
Dawidowicz a lengyelországi Olsztyn városában született. Az ifjúsági pályafutását a Sokół Ostróda csapatában kezdte, majd a Lechia Gdańsk akadémiájánál folytatta.
2012-ben mutatkozott be a Lechia Gdańsk tartalék, illetve az első osztályban szereplő felnőtt keretében. 2014-ben a Benfica B szerződtette. 2016 és 2019 között a német VfL Bochum és az olasz Palermo és Hellas Verona csapatát erősítette kölcsönben. A lehetőséggel élve, 2019-ben a Hellas Veronához igazolt. Először a 2019. augusztus 25-ei, Bologna ellen 1–1-es döntetlennel zárult mérkőzésen lépett pályára. Első gólját 2020. január 26-án, a Lecce ellen hazai pályán 3–0-ra megnyert találkozón szerezte meg.

### A válogatottban
Dawidowicz az U18-as, az U19-es, az U20-as és az U21-es korosztályú válogatottakban is képviselte Lengyelországot.
2015-ben debütált a felnőtt válogatottban. Először a 2015. november 17-ei, Csehország ellen 3–1-re megnyert barátságos mérkőzés 86. percében, Michał Pazdant váltva lépett pályára.

## Statisztikák
2022. szeptember 4. szerint
| Klub                       | Szezon   | Osztály         | Bajnokság | Bajnokság | Kupa  | Kupa | Nemzetközi | Nemzetközi | Összesen | Összesen |
| Klub                       | Szezon   | Osztály         | Meccs     | Gól       | Meccs | Gól  | Meccs      | Gól        | Meccs    | Gól      |
| -------------------------- | -------- | --------------- | --------- | --------- | ----- | ---- | ---------- | ---------- | -------- | -------- |
| Lechia Gdańsk              | 2012–13  | Ekstraklasa     | 2         | 0         | 0     | 0    | —          | —          | 2        | 0        |
| Lechia Gdańsk              | 2013–14  | Ekstraklasa     | 32        | 1         | 2     | 0    | —          | —          | 34       | 1        |
| Lechia Gdańsk              | Összesen | Összesen        | 34        | 1         | 2     | 0    | 0          | 0          | 36       | 1        |
| Benfica B                  | 2014–15  | Liga Portugal 2 | 29        | 1         | 0     | 0    | —          | —          | 29       | 1        |
| Benfica B                  | 2015–16  | Liga Portugal 2 | 37        | 2         | 0     | 0    | —          | —          | 37       | 2        |
| Benfica B                  | Összesen | Összesen        | 66        | 3         | 0     | 0    | 0          | 0          | 66       | 3        |
| VfL Bochum (kölcsönben)    | 2016–17  | 2. Bundesliga   | 17        | 0         | 0     | 0    | —          | —          | 17       | 0        |
| Palermo (kölcsönben)       | 2017–18  | Serie B         | 29        | 0         | 0     | 0    | —          | —          | 29       | 0        |
| Hellas Verona (kölcsönben) | 2018–19  | Serie B         | 33        | 1         | 1     | 0    | —          | —          | 34       | 1        |
| Hellas Verona              | 2019–20  | Serie A         | 15        | 1         | 0     | 0    | —          | —          | 15       | 1        |
| Hellas Verona              | 2020–21  | Serie A         | 30        | 0         | 2     | 0    | —          | —          | 32       | 0        |
| Hellas Verona              | 2021–22  | Serie A         | 17        | 0         | 1     | 0    | —          | —          | 18       | 0        |
| Hellas Verona              | 2022–23  | Serie A         | 3         | 0         | 1     | 0    | —          | —          | 4        | 0        |
| Hellas Verona              | Összesen | Összesen        | 98        | 2         | 5     | 0    | 0          | 0          | 103      | 2        |
| Összesen                   | Összesen | Összesen        | 244       | 6         | 7     | 0    | 0          | 0          | 251      | 6        |

### A válogatottban
| Válogatott    | Év       | Pályára lépés | Gól |
| ------------- | -------- | ------------- | --- |
| Lengyelország | 2015     | 1             | 0   |
| Lengyelország | 2021     | 7             | 0   |
| Összesen      | Összesen | 8             | 0   |

## Fordítás
Ez a szócikk részben vagy egészben  a   Paweł Dawidowicz című angol Wikipédia-szócikk fordításán alapul.  Az eredeti cikk szerkesztőit annak laptörténete sorolja fel. Ez a jelzés csupán a megfogalmazás eredetét és a szerzői jogokat jelzi, nem szolgál a cikkben szereplő információk forrásmegjelöléseként.